# Iván Carbajal
Pour les articles homonymes, voir Carbajal.
Carbajal  Balbuena est un nom espagnol. Le premier nom de famille, en général paternel, est Carbajal ; le second, en général maternel, souvent omis, est Balbuena.
Iván Carbajal Balbuena, né le 25 mars 1990, est un coureur cycliste mexicain, évoluant à la fois sur route et sur piste. 

## Palmarès sur route

### Par année
- 2009
  - 3e du championnat du Mexique sur route espoirs
- 2018
  - 3e du championnat du Mexique sur route
  - 3e de la Ruta del Centro

### Classements mondiaux
| Année            | 2010 | 2011 | 2012 | 2013 | 2014 | 2015 | 2016 | 2017 | 2018 |
| ---------------- | ---- | ---- | ---- | ---- | ---- | ---- | ---- | ---- | ---- |
| UCI America Tour | 365e |      |      |      |      |      |      |      | 209e |

## Palmarès sur piste

### Championnats panaméricains
- Aguascalientes 2018
  -  Médaillé d'argent du scratch

### Championnats nationaux
| - 2012 - 2e du championnat du Mexique de course aux points - 2013 - Champion du Mexique de course aux points - 2e du championnat du Mexique de poursuite par équipes - 2e du championnat du Mexique de scratch - 2014 - 3e du championnat du Mexique de course aux points - 2017 - Champion du Mexique de scratch - 2018 - 2e du championnat du Mexique de poursuite par équipes - 2e du championnat du Mexique de course aux points | - 2019 - 3e du championnat du Mexique de poursuite par équipes - 3e du championnat du Mexique de course aux points - 2020 - 2e du championnat du Mexique de scratch - 2e du championnat du Mexique de poursuite par équipes - 2e du championnat du Mexique de l'américaine - 2e du championnat du Mexique de course aux points - 3e du championnat du Mexique de l'omnium |  |